# جورج سي ألين الثاني
جورج سي ألين الثاني (بالإنجليزية: George C. Allen II)‏ هو عميد أمريكي سابق في الحرس الوطني للطيران في ولاية ديلاوير ومساعد الحرس الوطني الجوي لرئيس قساوسة القوات الجوية الأمريكية.
خدم في حرب الخليج الثانية.